# Ranoidea myola
Ranoidea myola es una especie de anfibio anuro del género Ranoidea, familia Pelodryadidae originaria de Australia. Vive en Queensland cerca del Río Barron.
La rana adulta macho mide 3.5 a 4.5 cm de largo y la hembra 5.7 a 6.9 cm de largo.  Su piel puede ser marron, gris o ambos con marcas oscuras o verdes.  La hembra pase lo más de su tiempo alta en las árboles y el macho cerca de los arroyos.
Esta rana está en peligro debido a la pérdida de hábitat, debido a la enfermedad fúngica quitridiomicosis, debido a especies invasoras y debido a la competencia de una rana similar, Ranoidea genimaculata.